# Larry Cain
Larry Cain, född den 9 januari 1963 i Toronto, Kanada, är en kanadensisk kanotist.
Han tog OS-guld i C-1 500 meter och OS-silver i C-1 1000 meter i samband med de olympiska kanottävlingarna 1984 i Los Angeles.